# Gustavia
För andra betydelser, se Gustavia (olika betydelser).

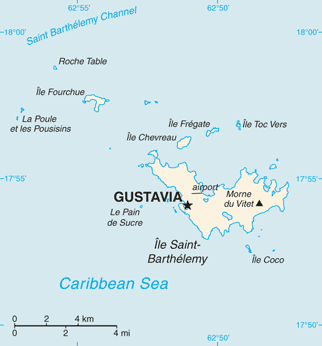
Gustavias läge.

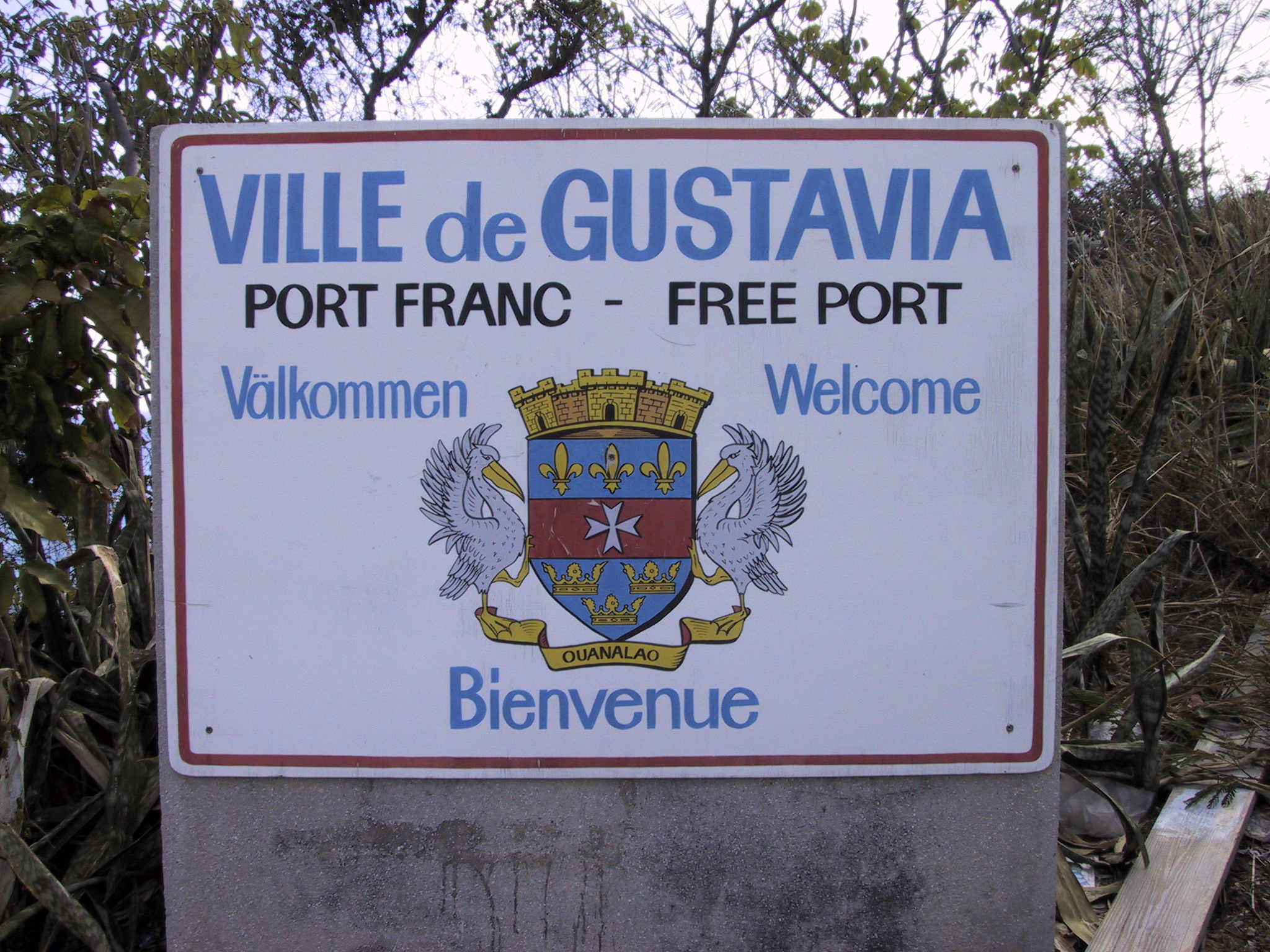
Gustavias stadsskylt.

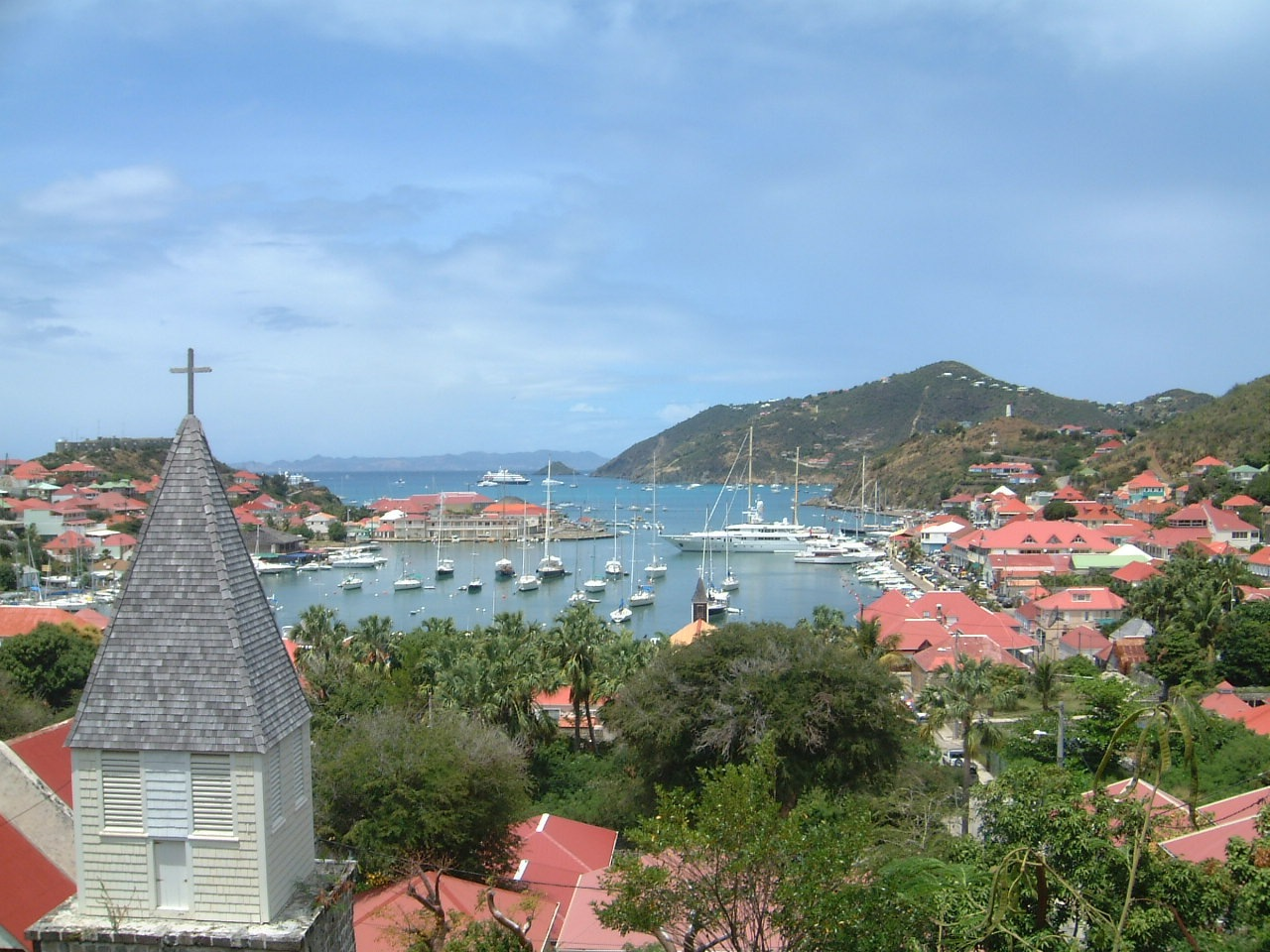
Vy över Gustavia.

Gustavia (franska: [ɡystavja]) är huvudort på ön Saint-Barthélemy bland de Små Antillerna i Västindien och tillhörde tidigare Guadeloupe men utgör sedan 2007 det fristående franska Collectivité d’outre-mer (yttermarina departementet), "Collectivité de Saint-Barthélemy". Den har sitt namn efter kung Gustav III av Sverige.

## Staden
Gustavia är beläget runt en naturlig vik som utgör hamnen, och har cirka 3 000 invånare.
Centrum utgörs av området kring hamnen och gatorna Quai de la République i norr, Rue du Centenaire i öst och Rue Schoelcher i väst. Där finns även några historiska byggnader som den anglikanska domkyrkan byggd år 1855 och kyrkan "Notre-Dame de l'Assomption", fortet "Fort Oscar" byggd i slutet av 1700-talet och Place Vanadis döpt efter det sista svenska krigsfartyget som lämnade ön 1878.
Förutom förvaltningsbyggnader finns även ett museum Musée de St Barthélemy som visar bruksföremål från öns historia. Strax utanför staden ligger även forten "Fort Karl" söderut och "Fort Gustav" i norr. Stadens hamn är ett populärt mål för såväl kryssningsfartyg som större och mindre fritidsbåtar. Stadens flygplats Aérodrome Gustave III eller St Barths Airport (flygplatskod "SBH") ligger på öns mellerst del ca 1 km norr om centrum. Den ligger alldeles i strandkanten och trafikeras bara av lokalflyg, som anknyter till internationella flygplatserna på Martinique eller Guadeloupe. Anflygningen sker över en mindre höjd i "nedförsbacke" mot fältet, som börjar nära höjdens fot. Glidbanan korsar en väg en bit upp efter höjden, och planen passerar bara några skrämmande få meter över trafiken på vägen. Landningsbanan är relativt kort, och det har hänt att landande plan kanat förbi banslutet och ut i vattnet.

## Historia
Saint Barthélemy var en svensk koloni (se Svenska Sankt Barthélemy) mellan åren 1784 och 1878. Staden grundades av fransmän ca år 1763 och kallades då "Le Carénage". Under Amerikanska revolutionen var hamnen en bas för vapenhandel mellan fransmän och de amerikanska upprorsmännen.
1785 såldes ön till Sverige och staden byggdes ut och blev huvudort och  bytte då till sitt nuvarande namn för att hedra kung Gustav III. Baron Salomon Mauritz von Rajalin utnämndes till öns förste svenske guvernör. Slaveriet reglerades i Gustavia genom en lagstiftning som ursprungligen skrevs på franska sedan på engelska daterad 1787.
År 1852 förstördes stora delar av staden i en brand. År 1946 införlivas ön i departementet Guadeloupe. Åren 1966–1967 satte Olle Nyman (presschef på SAS och senare ordförande i Svenska S:t Barthélemysällskapet) upp en mängd svenska gatuskyltar i Gustavia. Många av skyltarna har dock stulits av souvenirsamlande turister. När HMS Älvsnabben 1969 besökte ön hade den med ytterligare gatuskyltar, som kadetterna på båten satte upp. Några exempel på gator i Gustavia är Kungsgatan, Västra strandgatan, Piteågatan, Vanadisplatsen och rue Samuel Fahlberg.
Den 15 juli 2007 bröts Saint-Martin och Saint Barthélemy åter ur departementet Guadeloupe och blev varsitt eget departement.